# Shane MacGowan

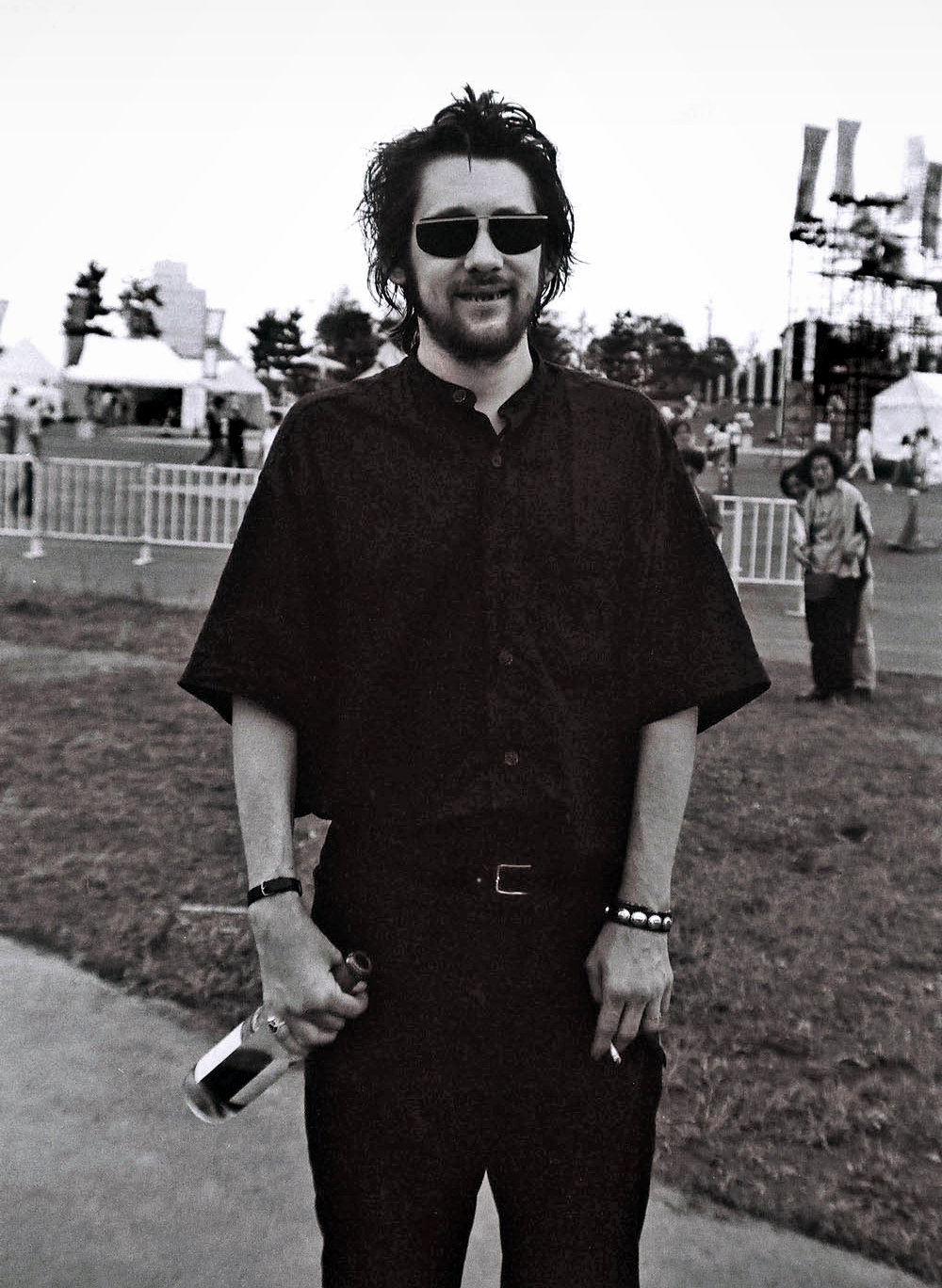
Shane MacGowan (1991)

Shane Patrick Lysaght MacGowan (* 25. Dezember 1957 in Royal Tunbridge Wells; † 30. November 2023) war ein irischer Sänger und Songwriter. Er wurde vor allem als Frontmann der Band The Pogues bekannt.

## Leben und Karriere

### Kindheit und Jugend

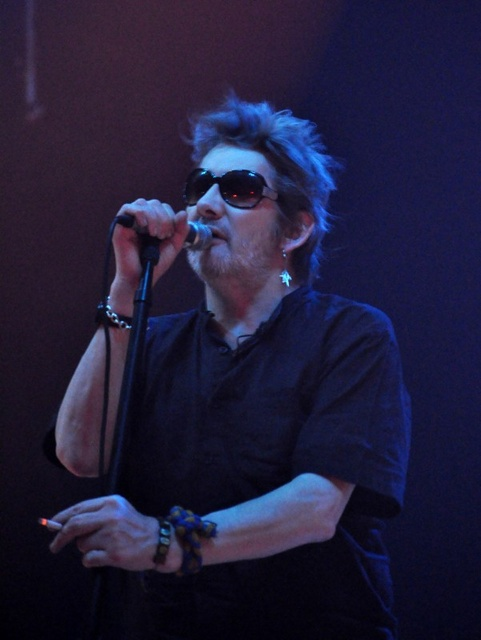
Shane MacGowan, 2011

MacGowan kam 1957 in Royal Tunbridge Wells in der englischen Grafschaft Kent als Sohn irischer Eltern zur Welt. Zunächst wuchs er im irischen County Tipperary auf, bevor die Familie 1964 wieder nach South East England zog und später unter anderem in Brighton und in London lebte. MacGowan wuchs mit einer jüngeren Schwester (* 1963) auf. Seine Mutter Therese war Sängerin und Tänzerin und arbeitete in Dublin als Model. Sie starb 2017 im Alter von 87 Jahren bei einem Verkehrsunfall. MacGowans Kindheit wurde durch Irish Folk und die irische Kultur beeinflusst. 1971 wurde er von der renommierten Westminster School in London aufgenommen, im zweiten Jahr wurde er aber wegen Drogenbesitzes ausgeschlossen.

### Karrierebeginn
Erstmals stand MacGowan in der Öffentlichkeit, als Jane Crockford, die spätere Bassistin der Post-Punk-Band Mo-dettes, 1976 bei einem Konzert der englischen Punkband The Clash sein Ohr verletzte. Eine Fotografie des blutüberströmten MacGowan kam mit der Überschrift Cannibalism at Clash Gig („Kannibalismus bei Clash-Auftritt“) in die Medien. Bald darauf gründete MacGowan seine eigene Punkrockband, The Nipple Erectors, später umbenannt in The Nips.

### The Pogues
MacGowan besann sich auf seinen irischen Hintergrund, als er die Pogues gründete. Viele seiner Lieder befassen sich mit irischem Nationalismus, irischer Geschichte, den Erfahrungen der Iren in London und in den Vereinigten Staaten. MacGowan nannte häufig den irischen Dichter James Clarence Mangan und den Dramatiker Brendan Behan als Einflüsse.
Zwischen 1985 und 1987 schrieb MacGowan mit anderen sein bekanntestes Lied, Fairytale of New York, das er gemeinsam mit Kirsty MacColl sang. Nachdem die Pogues ihn wegen unprofessionellen Verhaltens aus der Band geworfen hatten, gründete er eine neue Band, Shane MacGowan and the Popes. 1997 war MacGowan einer der Sänger der Neuaufnahme von Lou Reeds Perfect Day, das von zahlreichen Künstlern zugunsten notleidender Kinder aufgenommen wurde. Die Single stieg auf Platz 1 in die britischen Charts ein.
2006 wurde MacGowan auf Platz 50 der NME Rock Heroes List gewählt. Er trat häufig mit Pete Doherty, dem Sänger der Babyshambles, auf. Weitere bekannte Freunde waren Johnny Depp, der im Video für That Woman’s Got Me Drinking mitspielte, und der 2002 verstorbene Clash-Sänger Joe Strummer, der MacGowan als „einen der besten Autoren des Jahrhunderts“ bezeichnete. Strummer trat gelegentlich mit MacGowan and The Pogues auf und war kurzzeitig MacGowans Nachfolger als Leadsänger nach dessen Ausschluss aus der Band.

### Weitere Laufbahn
Im März 2010 veröffentlichte er unter dem Namen Shane MacGowan and friends eine Coverversion des Songs I Put a Spell on You von Screamin’ Jay Hawkins als Benefiz-Single für die Erdbebenopfer in Haiti. Mitgewirkt haben neben MacGowan unter anderem Nick Cave, Bobby Gillespie (Primal Scream), Glen Matlock (Sex Pistols), Chrissie Hynde (The Pretenders), Mick Jones (The Clash), Johnny Depp sowie die ehemalige Pogues-Bassistin Cait O’Riordan. Im November 2010 gründete MacGowan eine neue Band namens The Shane Gang, mit der er 2011 ein Album mit dem Titel Rakes, Rats, Pricks & Kicks bei Union Square Music veröffentlichte.
Im Januar 2018 wurde ihm anlässlich seines 60. Geburtstags während eines Konzerts in der Dubliner National Concert Hall durch den Präsidenten von Irland, Michael D. Higgins, ein Preis für sein Lebenswerk verliehen. MacGowan saß dabei neben Musikern wie Sinéad O’Connor, Bono und Nick Cave meist in einem Rollstuhl auf der Bühne. Im Mai 2018 erhielt er in London bei der Verleihung der Ivor Novello Awards den Ivors Inspiration Award. Im November desselben Jahres heiratete er seine langjährige Partnerin, die Journalistin Victoria Mary Clarke.

### Sucht
MacGowan war für seinen Drogenkonsum bekannt. Sinéad O’Connor zeigte ihn im Januar 2000 bei der Londoner Polizei wegen Drogenbesitzes an – wie sie sagte, um ihn von weiterem Heroinkonsum abzubringen. MacGowan soll sich im Nachhinein geäußert haben, dass ihn dies tatsächlich vom Heroin fortgebracht habe.
MacGowans Schilderung folgend sei er von einer Tante zu Alkohol und Zigaretten gebracht worden, unter der Bedingung, dass er nie den Teufel verehren werde. In einem Interview mit dem Daily Mirror anlässlich seines 50. Geburtstags sagte er, dass er schon mit vier Jahren zu trinken begonnen habe. Whisky habe er erstmals mit zehn Jahren probiert, von da an sei er ein Gewohnheitstrinker gewesen.
Robyn Hitchcock sagte im Februar 2006 in einer BBC-Fernsehsendung: „Ich war einmal im Hope and Anchor“ – einem Londoner Pub, in dem viele Folkpunkbands auftraten. „Die Pogues waren auf der Bühne, der Pub war voll, aber sie hatten noch nicht angefangen. Dann wankte diese Gestalt zur Tür hinein. Ich dachte: Ihr wollt doch diesen Kerl nicht reinlassen? Dann betrat er die Bühne. Es war Shane MacGowan.“
Im September 2002 erbrach sich MacGowan bei einem Konzert im Olympia Theatre in Dublin. Sinéad O’Connor verteidigte MacGowan mit der Erklärung, er sei ein „Engel nahe an seinem Ende, der Hilfe braucht. Er kann längst nicht mehr zu trinken aufhören, seine Krankheit ist nicht mehr heilbar, und so weit ich das beurteilen kann, ist sein Ende nahe.“ Obwohl sein Alkoholismus zu einem vorübergehenden Ende der Beziehung geführt habe, sagte MacGowans spätere Ehefrau Victoria Mary Clarke, dass „Shane gern einen trinkt, aber weniger, als die Leute glauben. Ich habe ihn lange nicht mehr betrunken erlebt.“

### Krankheit und Tod
Seit einem Sturz im Sommer 2015, als er sich beim Verlassen eines Studios in Dublin das Becken brach, war er auf die Benutzung eines Rollstuhls angewiesen. Ende 2020 zertrümmerte er sich bei einem Sturz das Knie.
Im Dezember 2022 wurde er wegen einer viralen Gehirnentzündung im Krankenhaus behandelt und musste anschließend mehrere Monate in Intensivpflege verbringen. Im Juni 2023 wurde erneut eine intensivmedizinische Behandlung notwendig. Shane MacGowan starb am 30. November 2023 im Alter von 65 Jahren an einer Lungenentzündung, nachdem er eine Woche zuvor aus dem Krankenhaus entlassen worden war.
Bei der Trauerfeier am 8. Dezember 2023 in der St. Mary’s of the Rosary Church im irischen Nenagh wurde des verstorbenen Sängers gedacht. Die über zweieinhalbstündige Zeremonie wurde von den Pogues-Mitgliedern Jem Finer, Terry Woods, Spider Stacy und James Fearnley musikalisch begleitet. Zudem sang Nick Cave A Rainy Night In Soho, Imelda May und Liam Ó Maonlaí trugen You’re the One vor, und Lisa O’Neill sowie Glen Hansard boten als Duett Fairytale of New York dar. Zuvor hatten Tausende die Straßen Dublins gesäumt, um dem Musiker beim Trauerzug die letzte Ehre zu erweisen. MacGowan wurde feuerbestattet und seine Asche in den Shannon gestreut.

## Diskografie
Mit Nipple Erectors:
- 1978: King of the Bop

Mit The Nips:
- 1978: All the Time in the World
- 1979: Gabrielle
- 1980: Only the End of the Beginning
- 1981: Happy Song
- 1987: The Tits of Soho (posthumes Best-of)

Mit The Pogues:
- 1984: Red Roses for Me
- 1985: Rum, Sodomy & the Lash
- 1986: Poguetry in Motion (EP)
- 1987: The Irish Rover (mit The Pogues/Dubliners)
- 1988: If I Should Fall from Grace with God
- 1988: Yeah Yeah Yeah Yeah Yeah (EP)
- 1988: Johnny Come Lately (mit The Pogues/Steve Earle)
- 1989: Peace and Love
- 1990: Hell’s Ditch
- 2012: The Pogues in Paris: 30th Anniversary Concert at the Olympia

Mit The Popes:
- 1994: The Snake; 1995: The Snake (Re-Release)
- 1997: The Crock of Gold
- 2002: Across the Broad Atlantic, live on Paddy’s Day

Mit The Shane Gang:
- 2011: Rakes, Rats, Pricks & Kicks (mit The Shane Gang)

Weitere:
- 2000: Sing Loud, Sing Proud! (Dropkick Murphys, als Gastsänger bei Good Rats)
- 2002: The Rare oul’Stuff

Videoalben

| Jahr | Titel                             | Höchstplatzierung, Gesamtwochen, AuszeichnungChartsChartplatzierungen (Jahr, Titel, Platzierungen, Wochen, Auszeichnungen, Anmerkungen) | Anmerkungen |
| Jahr | Titel                             | UK | Anmerkungen |
| ---- | --------------------------------- | --- | ----------- |
| 2020 | Crock of Gold – A Few Rounds with | UK4 (16 Wo.)UK |             |

## Andere Werke
MacGowan wirkte in dem Alex-Cox-Film Straight to Hell im Jahr 1987 neben Darstellern wie Dennis Hopper, Jim Jarmusch, Palme-d’Or-Gewinnerin Kathy Burke, Dick Rude, Courtney Love, Joe Strummer und Grace Jones mit. Im Jahr 2020 wurde der Dokumentarfilm Crock of Gold. A Few Rounds With Shane MacGowan von Julien Temple veröffentlicht. Die deutschsprachige Fassung kam 2021 unter dem Titel Shane in die Kinos.

## TV-Dokumentationen
- 1997: Mike Connolly: The Great Hunger: The Life & Songs Of Shane MacGowan[31]
- 2020: Julien Temple:  Shane: Mein Leben mit den Pogues (Crock of Gold: A few rounds with Shane MacGowan) Video auf YouTube (verfügbar bis 29. Februar 2024)[32][33][34]